# Eduardo Bitran
Eduardo Nesim Bitran Colodro (Ovalle, 3 de agosto de 1957) es un ingeniero, economista, académico, investigador y político chileno, miembro del Partido por la Democracia (PPD). Fue ministro de Obras Públicas de la presidenta Michelle Bachelet durante su primer gobierno, desde 2006 hasta 2008. En la segunda administración de Bachelet, ejerció como vicepresidente ejecutivo de la Corporación de Fomento de la Producción (Corfo).

## Biografía
Estudió en la Escuela N° 1 de Ovalle y luego en el Liceo de Hombres de esa ciudad. Su enseñanza secundaria la finalizaría en el Instituto Hebreo en Santiago, entidad que acoge a la comunidad judía. Estudió luego ingeniería civil industrial en la Universidad de Chile y posteriormente cursó un doctorado en economía en la Universidad de Boston en los Estados Unidos.
Está casado con Yael Hasson, psicopedagoga y presidenta de la Organización Mundial de Mujeres Sionistas (WIZO), fundación que agrupa a mujeres judías en el mundo y con quien tiene dos hijos.

## Trayectoria profesional
Entre 1981 y 1990 fue académico del Departamento de Ingeniería Industrial de la casa de estudios donde se formó y se integró al Centro de Estudios del Desarrollo.
En 1989 trabajó con Jorge Marshall en el diseño de políticas tecnológicas para el programa de Gobierno de la Concertación y en 1990 se incorporó como asesor microeconómico del Ministerio de Hacienda, durante la administración del presidente Patricio Aylwin.
En 1994 ingresó al Partido por la Democracia (PPD).
Fue un ejecutivo clave de la estatal Corporación de Fomento de la Producción (Corfo) en el Gobierno de Eduardo Frei Ruiz-Tagle y también participó en varias empresas del sector privado, como la cadena de farmacias Salcobrand, de la que su familia fue un importante accionista.
Es sobrino de Marco Colodro, amigo personal de Ricardo Lagos, y también es miembro de la influyente Fundación Expansiva, de la que fue uno de sus fundadores en 2001.
Desde julio de 1997 hasta marzo de 2006 se desempeñó como director general de la Fundación Chile.
Asumió como ministro en marzo de 2006 y a mediados de julio de ese año enfrentó su primer gran problema: en la región del Biobío y luego de un gran temporal que dejó miles de anegados, se produjeron numerosos cortes de caminos, el más grave, el que une a las comunas de Lota y Arauco, en la llamada Ruta de la Madera.
Luego, a fines de ese mes, le tocó el turno a la Isla Grande de Chiloé, cuando Bitran anunció que, por sus altos costos, no se construiría el puente Chacao, que uniría el territorio con Chile continental. Para ello se dirigió al Congreso Nacional y discutió el tema con los diputados y senadores de la República, enfrentando una lluvia de críticas, de las que finalmente salió indemne. En lugar del puente la presidenta Michelle Bachelet optó, por recomendación de Bitran y del ministro de Hacienda, Andrés Velasco, aplicar una serie de medidas de conectividad en el archipiélago.
A comienzos de 2008 fue destituido de su cargo y reemplazado por el también miembro del PPD, Sergio Bitar, ingeniero igual que él pero con un perfil más político.
Su salida se atribuyó a la escasez de obras bajo su administración y sus roces con el gremio de los concesionarios, los cuales criticaron la falta de proyectos y la insistencia por supervigilar las iniciativas.
En abril de 2008 volvió al gobierno como presidente del Consejo Nacional de Innovación para la Competitividad, cargo en el que reemplazó al exministro de Hacienda, Nicolás Eyzaguirre. Abandonó tal responsabilidad pocas semanas después de asumir como presidente Sebastián Piñera, en 2010.
En marzo de 2014, en el marco del segundo gobierno de Bachelet, asumió como vicepresidente ejecutivo de Corfo, ejerciendo el cargo hasta el final del gobierno en marzo de 2018.
Simultáneamente, fue miembro de la Comisión Presidencial Ciencia para el Desarrollo en 2015.
Actualmente es profesor en la Facultad de Ingeniería y Ciencias de la Universidad Adolfo Ibáñez donde es profesor de Formulación y Evaluación de proyectos.